# Nigel Guy Wilson
Nigel Guy Wilson, FBA (Londra, 23 luglio 1935), è un filologo classico, grecista e paleografo britannico.

## Biografia
Nigel Guy Wilson ha compiuto i suoi studi al Corpus Christi College dell'Università di Oxford (M.A. 1957) e successivamente ha lavorato come Lecturer presso il Merton College della medesima Università. Nel 1962 ottenne l'incarico di Fellow e Tutor del Lincoln College, dove ha lavorato fino al pensionamento nel 2002. Nel 2001 ha ricevuto un dottorato honoris causa dall'Università di Uppsala, mentre nel 2015 è stato insignito della Kenyon Medal for Classical Studies.

## Attività di ricerca
Wilson si occupa di letteratura greca, dall'antichità al Rinascimento. I suoi interessi di ricerca includono la tragedia e la commedia antica, la paleografia greca e la trasmissione e ricezione della letteratura antica, specie in età bizantina.

### Letteratura classica
Sue sono due autorevoli edizioni di Sofocle (con Sir Hugh Lloyd-Jones, 1990) ed Aristofane (2007), apparse nella prestigiosa collana Oxford Classical Texts. Una nuova edizione di Erodoto, sempre per la stessa collana, è stata pubblicata nel 2015. Riguardo ad Aristofane, ha inoltre studiato a fondo e pubblicato gli scoli ai Cavalieri (1969) e agli Acarnesi (1975). Ha tradotto e commentato un opuscolo di San Basilio sulla letteratura greca (1975), dei resti dell'opera di Menandro Retore (con D. A. Russell, 1981) e la Varia Historia di Claudio Eliano (1997) e studiato la trasmissione manoscritta bizantina di numerosi testi classici.

### Letteratura greca bizantina e rinascimentale
Ha pubblicato un'antologia di prosa bizantina (1971), un'antologia commentata e tradotta della Bibliotheca di Fozio (1994), l'edizione critica di un'orazione di Pietro Bembo a sostegno dello studio delle lettere greche (2003). In questo campo si inseriscono anche gli studi di ricezione della letteratura greca classica, riassunti per esempio nelle monografie sui testi e la trasmissione dei testi di Sofocle (con Sir Hugh Lloyd-Jones, 1990; II ed. 1997), Aristofane (2007) ed Erodoto (2015), in un manuale di storia della filologia classica e trasmissione di testi greci e latini dall'Ellenismo all'età moderna (con L. D. Reynolds, III ed. 1991) e due monografie sui filologi di Bisanzio (II ed. 1996) e sulla ricezione della letteratura classica nell'Italia rinascimentale (II ed. 2017).

### Paleografia
Wilson ha pubblicato studi di capitale importanza nella paleografia greca, contribuendo a definire il fenomeno delle "scholarly hands" mediobizantine (XI sec.) e studiando le scritture del XIII e del XIV secolo. Ha studiato nel dettaglio numerosi manoscritti greci custoditi nelle biblioteche inglesi (principalmente la Bodleian Library di Oxford) ed europee, per esempio l'importante miscellanea bizantina Barocci 131. Sua è inoltre la voce "Greek Palaeography" nell'Oxford Handbook of Byzantine Studies (2008). Ha curato raccolte di tavole di manoscritti greci e dato un importante contributo allo studio del celebre manoscritto di Archimede, frutto di una collaborazione decennale con esperti di varie discipline. Il risultato è The Archimedes palimpsest, pubblicato dalla Cambridge University Press, nel 2011, descritto da un recensore del Times Literary Supplement come "il più bel libro scritto in questo secolo".

## Pubblicazioni
- con Dimitrije I. Stefanović: Manuscripts of Byzantine chant in Oxford, Oxford, 1963.
- An anthology of Byzantine prose, Berlin/New York 1971. ISBN 3-11-001898-5
- Mediaeval Greek bookhands: examples selected from Greek manuscripts in Oxford libraries, Cambridge, 1973.
- con Donald Andrew Russell: Callimachus / Menander Rhetor: a commentary, Oxford, 1981.
- Scholars of Byzantium, London, 1983. Revised edition, Cambridge 1996. (Trad. it: Filologi Bizantini, a cura di Marcello Gigante, Morano Editore, Napoli, 1990)
- Aelian / Historical Miscellany, (per la collana Loeb Classical Library), 1997. ISBN 0-674-99535-X
- con Hugh Lloyd-Jones: Sophoclis fabulae, Oxford, 1990 (Oxford Classical Texts). ISBN 0198145772
- con Leighton Durham Reynolds: Scribes and scholars: a guide to the transmission of Greek and Latin literature, Oxford, 1991. (Trad. it.:Copisti e Filologi: la Tradizione dei Classici dall'Antichità ai Tempi Moderni, Editrice Antenore, Padova, 1987)
- From Byzantium to Italy: Greek studies in the Italian Renaissance, Cambridge, 1992.
- Fozio: La Biblioteca, a cura di Nigel Wilson, Adelphi, Milano, 1992. (edizione inglese: Photius, The bibliotheca : a selection ; translated with notes by N.G. Wilson, London, 1994).
- con Hugh Lloyd-Jones: Sophocles: second thoughts, Göttingen 1997 (Hypomnemata, Band 100). ISBN 3-525-25200-5
- Pietro Bembo: Oratio pro litteris graecis, Messina, 2003. ISBN 8887541124
- Encyclopedia of ancient Greece. New York 2006. ISBN 0-415-97334-1
- Aristophanes fabulae, Oxford, 2007 (per la collana Oxford Classical Texts).
- Aristophanea: Studies on the Text of Aristophanes, Oxford, 2007. ISBN 978-0-19-928299-9
- Erodoti Historiae, I-II, Oxford, 2015 (per la collana Oxford Classical Texts).